# 広瀬ゆな
広瀬 ゆな（ひろせ ゆな、1988年3月15日 - ）は、日本のAV女優。
身長：157cm 、スリーサイズ：B 93cm W 61cm H 88cm。

## 略歴
2008年にAVデビューした巨乳のお姉さん系のAV女優である。

## 作品

### アダルトビデオ
2008年
- セクシーランジェリー開発室（2月15日、イマージュ）
- 美脚少女と美巨乳少女のLADY初デビュー!（2月21日、LADY×LADY）
- 私を女優にして下さい AGAIN 3（3月1日、HMJM）オムニバス作品
- 健康診断の医師になりすまして巨乳OLのカラダの具合を調べてヤる（3月7日、カッコイイ！）
- 巨乳ローションファイトクラブ 2（3月15日、ネクストイレブン）
- MODEL CLUB CLASS A ver.14（3月19日、silvia）
- 美脚ミニスカ（3月22日、クリスタル映像）
- 競泳水着が大好きだ（3月24日、VIP）
- 巨乳で潮吹く新妻さん 広瀬真希（4月1日、豊彦）
- オトコのスケベな妄想シリーズ VOL.16 みんなの見てる前で我慢できずに真っ赤な顔しておもらししちゃう女達（4月17日、SODクリエイト）
- 実録!中出しSEX エッチなお姉さんコレクション［新宿編］（4月25日、h.m.p）
- 人妻中出しナンパ（5月1日、隼エージェンシー）
- こともあろうに叔父ちゃんの指が私の中へ… 17（5月9日、東京音光）
- ザ・タブー家族 義母がすけべで身がもたない 21（5月9日、東京音光）
- 生中出し巨乳ギャル 4（5月23日、BAZOOKA）
- 巨乳美人 第四章（6月11日、KIプランニング）
- 浪花発ハメ撮り男所有の秘映像 1（6月24日、プラネットプラス）
- ママに内緒の性感マッサージ大作戦!! 其ノ弐（7月12日、ラハイナ東海）
- BIKINIマリンピック!!2008（7月15日、トップワン）
- ナンパ痴女妻 欲求不満の人妻が逆ナンパして中出しさせちゃいました（7月18日、なでしこ）オムニバス作品
- 口唇と舌が性器なリップエステシャンと出会えたら… 2（7月19日、ラハイナ東海）
- 本当にヤレた!!愛人募集サイトの攻略法!!（7月19日、ラハイナ東海）
- 素人ギャルズ［LEVEL A］ VER.27（7月25日、アリスJAPAN）
- ゆなちゃんデビュー（7月30日、オフィスステージ）
- オマンコ餅つき3P（8月7日、オフィスステージ）
- 浴衣乱交夏祭り（8月15日、トップワン）
- 発情OL オフィスで… 25（9月13日、クリスタル映像）
- 隠し撮り!現場裏でスタッフが女優をマジ口説き!（9月19日、VIP）
- この巨乳コスプレギャルがすごい!! 2（9月20日、スターパラダイス）
- 素人美女カタログ2 4時間（11月10日、ビデオバンク）
- 憧れの生・黒タイツ 13（TMクリエイト）

2009年
- ヤリコンの宴!! 4時間の宴DX 総集編act.2（3月31日、アリウス）
- 巨乳ギャルが大量ローションバトルで本気イキまくり!!（4月6日、イマージュ）
- SOD的Hなマス目がいっぱい●　ビキニで人生は波乱万丈だ!ゲーム　目指すは華のグラビアモデルDEBUT!!（6月4日、SODクリエイト）
- 不倫交際 ［CASE 01］（7月1日、プレステージ）
- ザ・ギャルナン 16（7月16日、グローリークエスト）
- 巨乳淫乱オフィスレディー（7月19日、YeLLOW）
- 家庭教師はガマンできない 35（8月15日、クリスタル映像）
- 生まれて初めての野球拳（8月20日、アイエナジー）
- 図書館で声も出せず糸引くほど愛液が溢れ出す敏感娘（8月20日、ナチュラルハイ）
- 神技!!天狗亜苦滅 最終章（9月1日、MAD）
- 巨乳女狩り 38（9月4日、クリスタル映像）
- LOVE BOOTS DELICIOUS Ⅸ（9月18日、HRC）
- 素人お姉さんが本気SEXを見せてくれた No2（9月29日、コージィ）
- カワイイぎゃるの卑猥な口淫 02（10月21日、プレステージ）
- ザ・ナンパスペシャルVOL.227（10月25日、アリーナエンターテインメント）
- SOD女子社員に下った史上最大の業務命令!!「合宿に打ち込む母校の後輩女子大生ラクロス部員をAV出演させてきなさい!!」（11月19日、SODクリエイト）※「広沢由美」名義
- 彼女寝取り隊 突然の彼氏からのドタキャンコール!忍び寄るナンパ師に彼女はオチるのか?（11月20日、STAR PARADISE）
- 授乳の時間（12月3日、グローリークエスト）

2010年
- ナメクジ舌（1月7日、グローリークエスト）
- ワタシ達の色んなオナニーの方法見せてあげる。（3月19日、SEX Agent）
- 超淫乱女子社員 ホットなオフィスレディーとゲッダン!!（4月23日、エスピクチャーズ）
- ちら見せ美脚タイトスカートサロン（4月25日、アロマ企画）
- 女のカラダはムッチリ肉感で選ぶ。（5月13日、E-BODY）
- 人妻専科 ～狙われた若妻・ゆなGカップ～（6月13日、ミスター・インパクト）
- 今夜あなたの妻が浮気します！旦那が風呂に入っている約30分の間に行う心臓爆発寸前のチョー快楽ファーック！！ VOL.4（8月5日、ディープス)
- 淡白な夫に欲求不満な近親物語　すっごくいやらしい淫乱かあさん パパが帰るまで何回出来るかな（11月1日、エマニエル/熟工房）

2011年
- 中年おやじの卑猥な近親物語 肉親に陵辱された私（1月1日、エマニエル）
- ジュポニカ学習帳 VOL.3（1月8日、映天）
- 爆乳パイズリcafe（7月13日、MOODYZ）
- 卑猥な秘書（11月15日、ワンズファクトリー）

2012年
- 野外人妻羞恥 8（2月3日、映天）